# Saint-Angeau
Saint-Angeau ist eine ehemalige französische Gemeinde mit 740 Einwohnern (Stand: 1. Januar 2017) im Département Charente in der Region Nouvelle-Aquitaine. Die Einwohner werden Angelusiens genannt.
Mit Wirkung vom 1. Januar 2018 wurden die früher selbstständigen Gemeinden Saint-Angeau, Sainte-Colombe und Saint-Amant-de-Bonnieure zur Commune nouvelle Val-de-Bonnieure zusammengelegt und haben in der neuen Gemeinde den Status einer Commune déléguée. Der Verwaltungssitz befindet sich im Ort Saint-Angeau.

## Lage
Saint-Angeau liegt etwa 90 Meter ü. d. M. an einer Nebenstrecke des Pilgerwegs nach Santiago de Compostela (Via Turonensis) rund 28 Kilometer (Fahrtstrecke) nordöstlich von Angoulême bzw. etwa 16 Kilometer nordwestlich von La Rochefoucauld. Die Nachbarorte Sainte-Colombe (3,5 Kilometer südöstlich) und Agris (10,5 Kilometer südlich) sind ebenfalls sehenswert.

## Bevölkerungsentwicklung
| Jahr                      | 1968 | 1975 | 1982 | 1990 | 1999 | 2007 | 2015 |
| Einwohner                 | 613  | 566  | 576  | 579  | 648  | 669  | 768  |
| Quelle: Cassini und INSEE |      |      |      |      |      |      |      |

Bei der ersten Volkszählung in Frankreich im Jahre 1793 hatte der Ort 613 Einwohner; danach stieg die Einwohnerzahl zeitweise auf über 800 an. Um das Jahr 1900 waren es noch etwa 750 Einwohner.

## Wirtschaft
Saint-Angeau lebt im Wesentlichen von der Landwirtschaft und vom Weinbau. Seit den 1970er Jahren ist die Vermietung von Ferienwohnungen (gîtes) als wichtige Einnahmequelle des Ortes hinzugekommen.

## Geschichte
Über die Geschichte von Saint-Angeau liegen kaum Informationen vor. Wie die romanische Kirche beweist, war der Ort seit dem Mittelalter dauerhaft besiedelt.

## Sehenswürdigkeiten

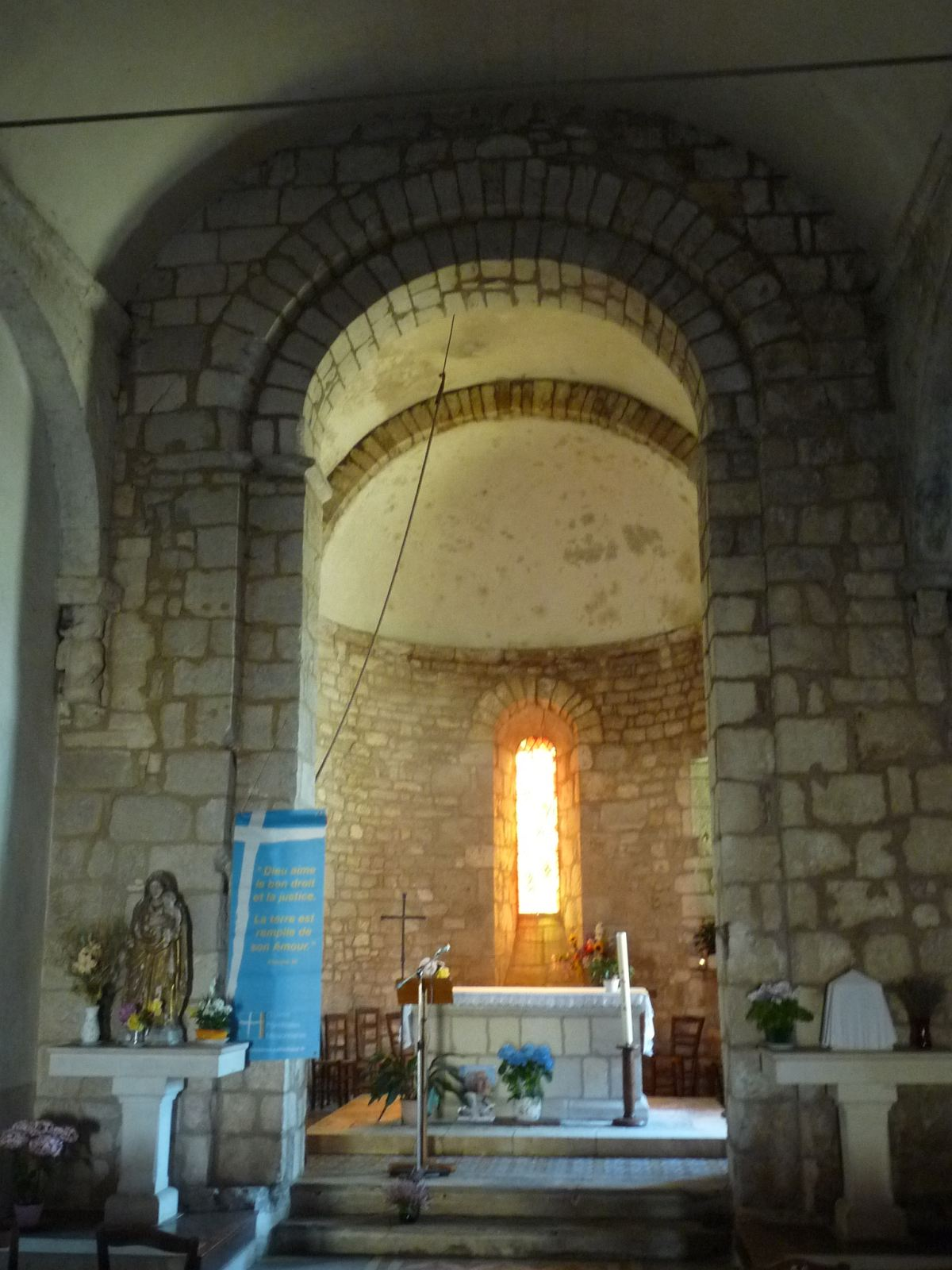
Saint-Angeau – Kirche Saint-Michel

- Die einschiffige romanische Pfarrkirche Saint-Michel ist dem Erzengel Michael geweiht. Der Kirchenbau entstammt dem 12. Jahrhundert; die Westfassade wurde im 16. Jahrhundert überarbeitet. Apsis und Außenwände des Kirchenschiffs sind aus nur grob behauenem Steinmaterial errichtet; ein regelmäßiger Mauerverband war somit nicht überall möglich. Lediglich die Ecksteine sowie die der Strebepfeiler und Laibungen sind deutlich exakter behauen. Der zweigeschossige Vierungsturm hat einen quadratischen Querschnitt und zeigt ein schönes Untergeschoss aus doppelten Arkadenbögen mit eingestellten Säulen – sogar in den Ecken; das Obergeschoss ist dagegen deutlich einfacher gestaltet und hat nur vier schmale Öffnungen. Zwischen den beiden Turmgeschossen befindet sich ein merkwürdiger und im Grunde sinnloser Konsolenfries. Das Dach der Apsis ist mit Steinschindeln (lauzes) gedeckt; die übrigen Dachflächen haben Dachziegel. Kirchenschiff und eingezogene Apsis sind tonnengewölbt und werden von einem großen Chorbogen getrennt. Der Kirchenbau wurde im Jahr 1948 in die Liste der Monuments historiques[2] aufgenommen.